# Après le gazage et Dans la salle des fours
 (février 2019).

Les œuvres Après le gazage et Dans la salle des fours sont des croquis représentant les étapes de la destruction des corps des Juifs durant leur extermination pendant la Seconde Guerre mondiale. Elles sont deux étapes qui se suivent, en premier temps la récupération des corps après le gazage et dans un second temps l'enfournement des corps dans les fours. L'artiste, David Olère était juif, déporté dans le camp d'Auschwitz Birkenau, il était employé dans une équipe de Sonderkommando (camps d'extermination). Traumatisé par cette expérience, il a tenté d'en évacuer l'horreur dans ses œuvres, peu de temps après la guerre, dans les années 1945-1946. Pour ses œuvres, il a utilisé la méthode du lavis à l'encre de Chine.
Les deux croquis sont actuellement exposés au Maison des combattants du ghetto en Israël.

## Contexte
Lors de la Seconde Guerre mondiale, l’Allemagne nazie s'étend. Hitler et ses collaborateurs mettent en œuvre une de leurs ambitions, l'extermination des Juifs qui est un massacre décidé et organisé qui débute en 1941. Pour cela deux solutions sont mises en place, l’extermination par le travail qui est avantageuse pour le régime nazi et l'extermination par le gazage. Durant toute cette guerre les Juifs sont dénoncés, embarqués, exploités et tués. Ils subissent aussi les rafles. 

## L'auteur
David Olère est d'origine juive, né en 1902 à Varsovie (Pologne). Il suit une formation à l’école des Beaux-Arts de Varsovie avec une dispense du fait de son jeune âge, puis à Berlin à seize ans pour devenir peintre, sculpteur et décorateur. Dans le cours de l'année 1920 il s'installe à Paris où il peut alors exprimer ses talents au plus près des artistes de Montparnasse. Il travaille dans le milieu du cinéma en réalisant des affiches de films. Il travaille pour de grands studios de cinéma (Paramount) mais aussi enseigne à l'académie de la Grande Chaumière. Il décide d’orthographier définitivement son nom en « Olère » afin de s'identifier comme citoyen du pays. En 1937, il obtient la nationalité française. Peu de temps après, en 1939, la France entre en guerre et il combat pour elle. En 1943, il subit l'arrestation de la police française le 20 février et étant juif il est déporté à Auschwitz le 2 mars 1943.

## La vie de l'auteur dans le camp
À son arrivée au camp, il est rapidement repéré pour ses capacités de communication. En effet il parle plusieurs langues dont le français, le polonais, le russe, l'anglais, l'allemand et le yiddish (parler allemand des communautés juives d'Europe orientale). Ce fut un atout pour lui dans le camp ainsi que pour sa survie. Les Nazis remarquent aussi ses dessins ce qui leur procure du divertissement. Il est d'abord sélectionné au labeur de terrassier puis est désigné pour faire partie du Sonderkommando dans le camp d'Auschwitz Birkenau où il côtoie le pire le travail du kommando dont le but était de vider les chambres à gaz et de mettre les corps dans les fours. Il est traumatisé par toutes les images qu'il voit. C'est avec l'art qu'il va les partager après la guerre en réalisant une série de croquis à l'encre de Chine. 

## Description des œuvres
Les deux œuvres ont été réalisées avec la technique du lavis à l'encre de Chine. Afin d'obtenir cette encre, il suffit de tremper un bâtonnet de bois brûlé au préalable dans de l'eau. C'est avec le dosage de l'eau que l'artiste est capable d'obtenir des nuances de couleurs différentes tout en gardant le même bâtonnet.

### Après le gazage(1946)
Après le gazage représente une scène avec au premier plan un SS personnifiant la surveillance continuelle ainsi qu'un homme fatigué et maigre - un sonderkommando, le travail qu'a fait l'auteur. Il tient dans sa main droite le cadavre d'un bébé et dans l'autre celui de la mère qu'il traîne au sol. Au dernier plan il y a un autre homme au même labeur, il vide les chambres à gaz. 

### Dans la salle des fours(1945)
Le croquis Dans la salle des fours semble être la suite des précédents. Au dernier plan de nombreux corps dégringolent d'un monte-charge. Les fours sont représentés au second plan et au premier plan l'artiste a dessiné d'autres corps entassés qui vont être brûlés dans le four aux grandes flammes à gauche. Il y a trois sonderkommando qui s'occupent de jeter les cadavres au feu.